# Guy Gavriel Kay
Guy Gavriel Kay (1954. november 7.) kanadai fantasyszerző. Történeteinek legnagyobb része olyan kitalált univerzumokban játszódik, melyek emlékeztetnek valós helyszínekre, vagy történelmi korokra. Gyakran nevezik regényeit történelmi fantasynek, de az író nem szereti, ha műveit kategóriákba sorolják.
Kay segített Christopher Tolkiennak összeszerkeszteni édesapja, J. R. R. Tolkien történeteit, melyből megszületett A szilmarilok. A szerkesztésen keresztül ismerte el az idősebb Tolkien hatását: „ha sikeres akarsz lenni a fantasyben, akkor Tolkien stílusában kell tenned: utánozd abban, amiben jó, de hagyd el a gyengeségeit.”
Könyveit több, mint húsz nyelvre fordították le. Magyarul néhány novelláján kívül Ysabel című urban fantasyje olvasható, mely a Galaktika Fantasztikus Könyvek sorozatban jelent meg 2009-ben.

## Bibliográfia
- The Fionavar Tapestry trilógia 
  - The Summer Tree (1984)
  - The Wandering Fire (1986), Prix Aurora-díj[3]
  - The Darkest Road (1986)
- Tigana (1990), Prix Aurora-díj
- A Song for Arbonne (1992)
- The Lions of Al-Rassan, (1995)
- The Sarantine Mosaic, kétrészes könyv 
  - Sailing to Sarantium (1998)
  - Lord of Emperors (2000)
- Beyond This Dark House (2003)
- The Last Light of the Sun (2004)
- Ysabel (2007). World Fantasy-díj[4]
- Under Heaven (April 27, 2010)
- River of Stars (April 2, 2013)
- Children of Earth and Sky (2016 máj. 10.)
- A Brightness Long Ago (2019 máj. 14.)
- All the Seas of the World (2022.máj.17.)

## Magyarul
- Ysabel. Provence varázslatos arca; ford. Sohár Anikó; Metropolis Media, Bp., 2009 (Galaktika fantasztikus könyvek)

## Külső hivatkozások
- Ysabel a Galaktikabolt.hu-n
- Guy Gavriel Kay oldala
- Guy Gavriel Kay entry in The Canadian Encyclopedia Archiválva 2011. június 7-i dátummal a Wayback Machine-ben
- Interview on the now-defunct Event Horizon, via Internet Archive Way Back Machine
- Interview by Raymond H. Thompson at the Library of Rochester
- World Fantasy 2008 Podcast